# Sylvia Geist

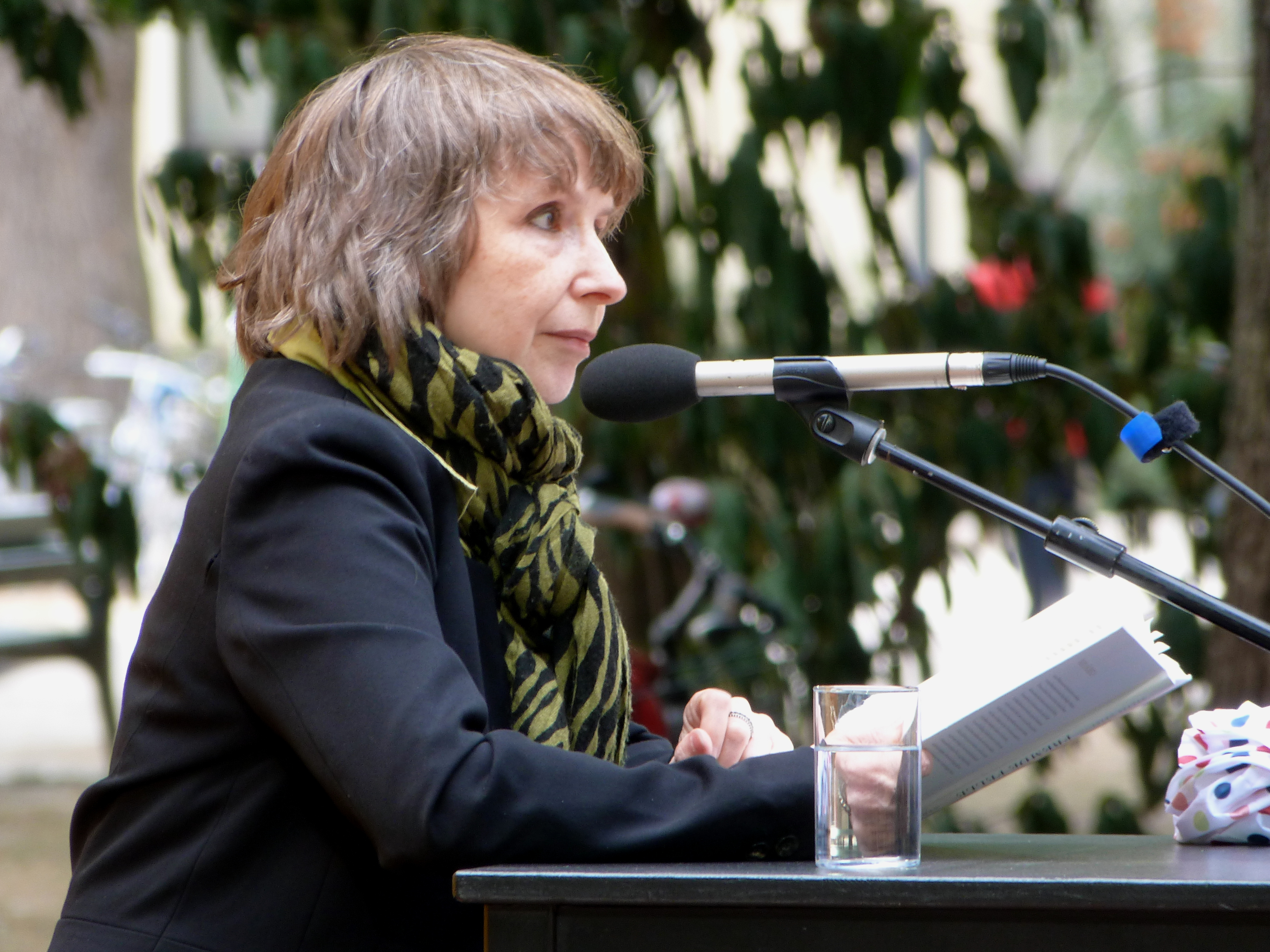
Sylvia Geist, Erlanger Poetenfest 2018

Sylvia Geist (* 1963 in Berlin) ist eine deutsche Schriftstellerin. Seit 2017 ist sie Mitglied im PEN-Zentrum Deutschland.

## Leben
Sylvia Geist studierte Chemie, Germanistik und Kunstgeschichte an der TU Berlin und zog 1989 nach Hannover. Sie lebt in der Uckermark und in Vancouver.

## Einzelveröffentlichungen (Auswahl)
- Morgen Blaues Tier. Gedichte. zu Klampen Verlag Springe 1997, ISBN 978-3-933156-38-9
- Nichteuklidische Reise. Gedichte. BONsai-typART, Berlin 1998
- Mitlesebuch 67. Gedichte. Mit Zeichnungen von Michael Blümel. Aphaia Verlag Berlin 2006.
- Vor dem Wetter. Gedichte. Luftschacht Verlag, Wien 2009, ISBN 978-3-902373-42-7
- Gordisches Paradies. Gedichte. Hanser Berlin Verlag, Berlin 2014, ISBN 978-3-446-24501-3
- Fremde Felle. Gedichte. Hanser Berlin Verlag, Berlin 2018, ISBN 978-3-446-25851-8
- Unbezahlbar wie Atmen ist. Gedicht. Greifswald Moor Centrum, Greifswald 2022.

## Herausgaben
- (Hrsg.) textura. Reihe für osteuropäische Literatur, Hannover, 1992–1994.
- (Hrsg.) Zwischen den Linien. Eine polnische Anthologie. Postskriptum Verlag, Hannover 1996.
- (Hrsg., gem. mit Ursula Macht) Im Garten der Wörter. Orte und Gegenstände slowakischer Literatur. die horen, Nr. 208 (2002)
- (Hrsg., gem. mit Ghayath Almadhoun) Kontinentaldrift. Das Arabische Europa. Verlag Das Wunderhorn, Heidelberg 2023, ISBN 978-3-88423-689-5

## Übersetzung
- Chirikure Chirikure: Aussicht auf eigene Schatten. Gedichte. Verlag Das Wunderhorn, Heidelberg 2011, ISBN 978-3-88423-368-9
- Peter Gizzi: Totsein ist gut in Amerika. Gedichte (gemeinsam mit Christian Lux, Daniela Seel u. a.). luxbooks, Wiesbaden 2012, ISBN 978-3-939557-43-2
- Ankunft eines weiteren Tages. Zeitgenössische Lyrik aus Südafrika. Verlag Das Wunderhorn, 2013, ISBN 978-3-88423-425-9
- Sam Zamrik: Ich bin nicht. Gedichte (gemeinsam mit Heike Geißler, Björn Kuhligk, Monika Rinck u. Ulf Stolterfoht). Hanser Berlin Verlag, Berlin 2022[1], ISBN 978-3-446-27382-5

## Auszeichnungen (Auswahl)
- 1998: Niedersächsischer Förderpreis
- 2002: Lyrikpreis Meran – gemeinsam mit Oswald Egger
- 2006: Stipendiatin im Künstlerhaus Edenkoben
- 2006: Jahresstipendium des Landes Niedersachsen
- 2008: Adolf-Mejstrik-Ehrengabe für Lyrik der Deutschen Schillerstiftung
- 2014: Ver.di-Literaturpreis Berlin-Brandenburg
- 2015 Aufenthaltsstipendium der Villa Decius[2], Krakau
- 2018: Stipendium des Rainer-Malkowski-Preises
- 2019: Writer in Residence in Krems